# Kaslunde
Kaslund eller Kaslunde er en landsby samt ejerlav i Barløse Sogn, Båg Herred; nu i Assens Kommune på Vestfyn. Stednavnet er i 1468 registreret på formen Kalslund, og betydningen er lille skov med kalve.
Kaslund Mejeri blev oprettet som andelsmejeri i 1875. I 1929 blev der rejst en mindesten for oprettelsen, og der blev senere tilføjet: »Nedlagt 1940«.
Kaslund Skole blev opført og indviet i 1878 til aflastning for Barløse Sogneskole, da børnetallet var stærkt stigende. I 1910 oprettedes der en forskole, der havde lærerinde fælles med Barløse. Både Barløse og Kaslunde hører nu til Salbrovad skoledistrikt.
(Skolen bestod til mindst 1958. Skolen: Barløsevej 99. Forskolen: Barløsevej 101).